# Pacific Fútbol Club
El Pacific Fútbol Club fue un equipo de fútbol que participó en el Grupo 1 de la Serie A de la Segunda División de México. Jugó sus partidos de local en el Estadio Teodoro Mariscal, ubicado en Mazatlán, Sinaloa. En la temporada 2019–2020 el club congeló su franquicia, la cual no fue reactivada para la siguiente temporada.

## Historia
El equipo fue fundado en junio de 2017 cuando la Segunda División de México cambió de formato. Grupo Faharo, dueños de Murciélagos Fútbol Club, decidieron transformar la filial de Murciélagos para que tuviera la oportunidad de ascender a la Liga de Ascenso. La directiva anunció además el cambio de sede del equipo a Mazatlán, en donde días antes se anunció la construcción de un estadio de fútbol profesional.
Durante su primera temporada, el equipo jugó como local en el Estadio Centenario de Los Mochis, en espera de la construcción de su nuevo estadio en Mazatlán. La temporada 2018-19 la inició en el mismo escenario. 
En noviembre de 2018, la directiva del Pacific y el club Venados de Mazatlán, que participa en la Liga Mexicana del Pacífico, anunciaron una alianza entre las dos instituciones, de esta manera el equipo de fútbol comenzó a recibir ayuda por parte de la escuadra de béisbol, especialmente en cuestiones de comercialización y publicidad para la llegada del club al puerto.
En enero de 2019 se formalizó la llegada del Pacific a su nueva ciudad, teniendo el Estadio Teodoro Mariscal, propiedad de Venados, como su sede temporal hasta la finalización del estadio de fútbol.
En julio de 2019 se anunció que el Pacific no participará en la temporada 2019-2020 de la Serie A de México, esto con el objetivo de reestructurar al club y entablar negociaciones con otras franquicias para conseguir un lugar en el Ascenso MX.
Para la temporada 2020-2021 el equipo no es reactivado, debido a problemas económicos que llevaron a la salida de Murciélagos Fútbol Club, club del mismo propietario, además de la creación del Mazatlán Fútbol Club que juega en la Liga MX, fundado con el objetivo original del Pacific, que era llevar un equipo de fútbol profesional al puerto de Mazatlán. En el siguiente año el club tampoco reactivó su franquicia, por lo que se consideró como la desaparición del club al agotar el tiempo permitido para la reactivación de la franquicia congelada ante la FMF.

## Estadio
Desde la temporada 2017-18 hasta la segunda mitad de la siguiente el club jugó con Estadio Centenario, ubicado en Los Mochis. En febrero de 2019 se trasladó al Estadio Teodoro Mariscal de Mazatlán mientras se terminaba la construcción del nuevo estadio de la ciudad, aunque finalmente el equipo nunca llegó a utilizar el recinto inaugurado en 2020 y que cuenta con capacidad para albergar a 25,000 espectadores.

## Temporadas
Traslado Franquicia Murcielagos "B"
| Temporada     | División          | Posición     |
| ------------- | ----------------- | ------------ |
| Apertura 2017 | 3.Segunda Serie A | 17°. Grupo I |
| Clausura 2018 | 3.Segunda Serie A | 8°. Grupo I  |
| 2018/2019     | 3.Segunda Serie A | 15°. Grupo I |